# Enmore Theatre
Enmore Theatre – teatr oraz centrum rozrywki znajdujące się przy 118-132 Enmore Rd w południowej dzielnicy Enmore w Sydney w Australii.
Funkcjonuje od 1908 roku, co czyni go najdłużej działającym klubem muzycznym w Nowej Południowej Walii. Teatr wykonany jest w stylu architektonicznym art déco, dzięki czemu został wpisany na listę Australian Institute of Architects. Biuro Ochrony Środowiska i Dziedzictwa stwierdziło, że „budynek ilustruje rozwój podmiejskich teatrów w latach 1930–1940 i jest wczesnym znaczeniem dla lokalnej społeczności”. Pojemność lokalu wynosi do 2500 miejsc.
W teatrze na przestrzeni lat, występowali znani australijscy komicy tacy jak: Carl Barron, Lano and Woodley, Merrick i Rosso, Rove McManus oraz Wil Anderson. Enmore Theatre stał się także ważnym miejscem dla kultury dziecięcej. Dzięki czemu swoje występy dawali tu między innymi: Justine Clarke, Lah-Lah, The Fairies oraz The Wiggles. Odbywały się tu także konkursy Miss Globu w latach 50. oraz 60.
Historia i atmosfera budynku pozwoliła na występy wielu wykonawców muzycznych. Swoje koncerty na przestrzeni lat dawali tu między innymi: Iron Maiden, Ramones, Joe Satriani, Nick Cave, Megadeth, Morbid Angel, Joe Cocker, Alanis Morissette, Status Quo, Marilyn Manson, Massive Attack, Snoop Dogg, PJ Harvey, Rammstein, Placebo, Linkin Park, Coldplay, Incubus, Judas Priest, Oasis, Queens of the Stone Age, The Rolling Stones, Lou Reed, Duran Duran, Opeth, Kiss, Sonic Youth, Steve Vai, Jethro Tull, Alice Cooper, Sigur Rós, Kings of Leon, Arctic Monkeys, Stone Sour, Motörhead, Chris Cornell, Nightwish, Trivium, Serj Tankian, Alice in Chains, Katy Perry, Rise Against, Adam Lambert, Blondie, The Melvins, Primus, ZZ Top, Simple Plan, Staind, Alter Bridge, Ed Sheeran, Lana Del Rey, Sabaton, Morrissey, The Offspring, Mark Lanegan, Katatonia, Blue Öyster Cult, Down, Gov’t Mule, Foreigner, Apocalyptica.